# Mishan
Mishan (密山 ; pinyin : Mìshān) est une ville de la province du Heilongjiang en Chine. C'est une ville-district placée sous la juridiction de la ville-préfecture de Jixi. Elle s'étend jusqu'à la frontière russe et le long de la côte nord du lac Khanka.

## Démographie
La population du district était de 437 595 habitants en 1999.